# Ondřej Berka
Ondřej Berka (Praag, 14 november 1987) is een Tsjechisch voetbalscheidsrechter. Hij is in dienst van FIFA en UEFA sinds 2018. Ook leidt hij sinds 2016 wedstrijden in de Česká liga.
Op 30 april 2016 leidde Berka zijn eerste wedstrijd in de Tsjechische nationale competitie. Tijdens het duel tussen Slovan Liberec en Zbrojovka Brno (4–2 voor de thuisclub) trok de leidsman tweemaal de gele kaart. In Europees verband debuteerde hij op 6 juli 2021 tijdens een wedstrijd tussen Mons Calpe en Santa Coloma in de eerste voorronde van de UEFA Europa League; het eindigde in 1–1 en Berka trok viermaal een gele kaart. Zijn eerste interland floot hij op 20 november 2022, toen Slowakije met 0–0 gelijkspeelde tegen Chili. Tijdens deze wedstrijd toonde Berka aan de Chilenen Arturo Vidal en Gary Medel een gele kaart.

## Interlands
| Datum            | Plaats                 | Wedstrijd               | Uitslag | Competitie             | Kreeg geel | Kreeg voor de tweede keer geel en dus rood | Weggestuurd |
| ---------------- | ---------------------- | ----------------------- | ------- | ---------------------- | ---------- | ------------------------------------------ | ----------- |
| 20 november 2022 | Bratislava, Slowakije  | Slowakije – Chili       | 0 – 0   | Vriendschappelijk      | 2          | 0                                          | 0           |
| 17 juni 2023     | Mərdəkan, Azerbeidzjan | Azerbeidzjan – Estland  | 1 – 1   | EK 2024 kwalificatie   | 3          | 0                                          | 0           |
| 21 november 2023 | Warschau, Polen        | Polen – Letland         | 2 – 0   | EK 2024 kwalificatie   | 5          | 0                                          | 0           |
| 12 oktober 2024  | Kaunas, Litouwen       | Litouwen – Kosovo       | 1 – 2   | Nations League 2024/25 | 5          | 0                                          | 0           |
| 10 juni 2025     | Serravalle, San Marino | San Marino – Oostenrijk | 0 – 4   | WK 2026 kwalificatie   | 2          | 0                                          | 0           |

Laatst bijgewerkt op 11 juni 2025.